# (16581) 1992 JF3
(16581) 1992 JF3 là một tiểu hành tinh vành đai chính. Nó được phát hiện bởi Henri Debehogne ở Đài thiên văn La Silla ở Chile ngày 8 tháng 5 năm 1992.